# Ватрушка
Ватру́шка, ба́ник — кругла, плеската, відкрита булочка з дріжджового тіста із заглибленням заповненим різноманітною начинкою: з домашнього сиру, картоплі, варення, мармеладу.
За одною з версій, назва пиріжка споріднена зі словом «ватра» («вогнище», «багаття»). Згідно з іншою версією, «ватрушка» походить від ранішої форми *вотрушка і пов'язана з дієсловом «терти».